# Hồ Phú Hoảnh
Hồ Phú Hoảnh (sinh 1934 - 2023) là một sĩ quan cấp cao trong Quân đội nhân dân Việt Nam, hàm Thiếu tướng, nguyên Cục trưởng Cục Kỹ thuật mặt trận 979, Cục trưởng Cục Kỹ thuật Quân khu 9, Chủ tịch Hội cựu Chiến binh Cần Thơ, Ủy viên Ban chấp hành Hội cựu chiến binh Việt Nam.

## Thân thế và sự nghiệp
Ông quê tại làng Mỹ Thành, quận Cao Lãnh, tỉnh Sa Đéc (nay là xã Tân Hội Trung, huyện Cao Lãnh, tỉnh Đồng Tháp).
Có lòng yêu nước và sớm được giác ngộ cách mạng, năm 1946 (mới 12 tuổi) ông làm liên lạc Ban Tiếp tế Quân sự tỉnh Sa Đéc.
Năm 1948, ông thoát ly gia đình, nhập ngũ là bộ đội thuộc Tiểu đoàn 308
Năm 1949 được kết nạp vào Đảng Cộng sản Đông Dương (nay là Đảng Cộng sản Việt Nam).
Từ người chiến sĩ, liên tục chiến đấu, đến năm 1954, ông là Trung đội phó Đội bảo vệ Ban Liên lạc đình chiến Nam Bộ
Năm 1955 nhận nhiệm vụ công tác ở Đại đội 21 cảnh vệ Bộ Tư lệnh miền Tây Nam Bộ.
Tập kết ra Bắc, ông là Thiếu uý, Trợ lý Quân giới Trung đoàn 34 và được cử đi học 3 năm ở Trường Sĩ quan Hậu cần Bộ Quốc phòng.
Từ năm 1960 đến tháng 8 năm 1962, ông là Thiếu uý, Trợ lý Quân giới Lữ đoàn 368, Sư đoàn 351.
Tháng 9 năm 1962, ông được cử về Nam, công tác suốt ở Quân khu 9 (Tây Nam Bộ), lần lượt giữ các chức vụ: Chính trị viên Đại đội 21; Tiểu đoàn bậc phó phụ trách Quân khí phòng Hậu cần Quân khu; Thiếu tá rồi Trung tá, Đoàn trưởng đoàn 195S; Trưởng phòng vũ khí đạn Cục hậu cần Quân khu; Trưởng phòng kế hoạch và Cục phó Cục kỹ thuật; Cục trưởng Cục Kỹ thuật Mặt trận 979. 
Năm 1982, ông được cử đi học ở Học viện Chính ttrị cao cấp Bộ Quốc phòng và sang Liên Xô học ở Học viện trang bị kỹ thuật (1983 – 1984).
Tháng 10 năm 1985, ông được phong Thiếu tướng, giữ chức Cục trưởng Cục kỹ thuật Quân khu 9
Năm 1996, ông nghỉ hưu.
Thiếu tướng (10.1985).

## Khen thưởng
Huân chương Độc lập hạng Ba
Huân chương Kháng chiến hạng Nhất
Huân chương Huân công hạng Nhì, hạng Ba
Huy hiệu 50 năm tuổi Đảng